# Cyperus longiinvolucratus
Cyperus longiinvolucratus är en halvgräsart som beskrevs av Kaare Arnstein Lye. Cyperus longiinvolucratus ingår i släktet papyrusar, och familjen halvgräs.
Artens utbredningsområde är Tanzania. Inga underarter finns listade i Catalogue of Life.